# Enrique de Cardona
Enrique Folch de Cardona y Enríquez, in catalano Enric Folc de Cardona i Enríquez e talvolta italianizzato come Enrico Cardona (Urgell, 1485 – Roma, 7 febbraio 1530), è stato un cardinale e arcivescovo cattolico spagnolo.

## Biografia
Nacque a Urgell nel 1485 dalla nobile famiglia Folch de Cardona.
Fu eletto vescovo di Barcellona il 18 aprile 1505.
Il 23 gennaio 1512 fu promosso arcivescovo di Monreale e presidente del Regno di Sicilia per conto del Re d'Aragona.
Papa Clemente VII lo elevò al rango di cardinale nel concistoro del 24 novembre 1527.
Morì il 7 febbraio 1530 all'età di 45 anni.

## Ascendenza
|                                             |                  |                                   | Genitori                        |  |  | Nonni |  |  | Bisnonni                                   |  |  | Trisnonni                               |  |
|                                             |                  |                                   |                                 |  |  |       |  |  | Juan Ramón Folch II de Cardona y de Gandia |  |  | Juan Ramón Folch I de Cardona y de Luna |  |
|                                             |                  |                                   |                                 |  |  |       |  |  | Juan Ramón Folch II de Cardona y de Gandia |  |  | Juan Ramón Folch I de Cardona y de Luna |  |
|                                             |                  | Juana de Gandia y Jiménez         |                                 |  |  |       |  |  | Juan Ramón Folch II de Cardona y de Gandia |  |  |                                         |  |
| Juan Ramón Folch III de Cardona y de Prades |                  |                                   |                                 |  |  |       |  |  | Juan Ramón Folch II de Cardona y de Gandia |  |  |                                         |  |
|                                             |                  | Juana de Aragón y Cabrera         | Pedro de Aragón y Ximénez       |  |  |       |  |  |                                            |  |  |                                         |  |
|                                             |                  | Juana de Aragón y Cabrera         | Pedro de Aragón y Ximénez       |  |  |       |  |  |                                            |  |  |                                         |  |
|                                             |                  | Juana de Aragón y Cabrera         | Juana de Cabrera y de Castellbó |  |  |       |  |  |                                            |  |  |                                         |  |
| Juan Ramón Folch IV de Cardona y de Urgell  |                  | Juana de Aragón y Cabrera         |                                 |  |  |       |  |  |                                            |  |  |                                         |  |
|                                             |                  | Jaime II de Urgel                 | Pedro II de Urgel               |  |  |       |  |  |                                            |  |  |                                         |  |
|                                             |                  | Jaime II de Urgel                 | Pedro II de Urgel               |  |  |       |  |  |                                            |  |  |                                         |  |
|                                             |                  | Jaime II de Urgel                 | Margherita del Monferrato       |  |  |       |  |  |                                            |  |  |                                         |  |
| Juana de Urgel                              |                  | Jaime II de Urgel                 |                                 |  |  |       |  |  |                                            |  |  |                                         |  |
|                                             |                  | Isabel de Aragón                  | Pedro IV de Aragón              |  |  |       |  |  |                                            |  |  |                                         |  |
|                                             |                  | Isabel de Aragón                  | Pedro IV de Aragón              |  |  |       |  |  |                                            |  |  |                                         |  |
|                                             |                  | Isabel de Aragón                  | Sibila de Fortiá                |  |  |       |  |  |                                            |  |  |                                         |  |
| Enrique Folch de Cardona y Enríquez         |                  | Isabel de Aragón                  |                                 |  |  |       |  |  |                                            |  |  |                                         |  |
|                                             | Alfonso Enríquez | Fadrique Alfonso de Castilla      |                                 |  |  |       |  |  |                                            |  |  |                                         |  |
|                                             | Alfonso Enríquez | Fadrique Alfonso de Castilla      |                                 |  |  |       |  |  |                                            |  |  |                                         |  |
|                                             | Alfonso Enríquez | Paloma                            |                                 |  |  |       |  |  |                                            |  |  |                                         |  |
| Fadrique Enríquez de Mendoza                | Alfonso Enríquez |                                   |                                 |  |  |       |  |  |                                            |  |  |                                         |  |
|                                             |                  | Juana de Mendoza y Ayala          | Pedro González de Mendoza       |  |  |       |  |  |                                            |  |  |                                         |  |
|                                             |                  | Juana de Mendoza y Ayala          | Pedro González de Mendoza       |  |  |       |  |  |                                            |  |  |                                         |  |
|                                             |                  | Juana de Mendoza y Ayala          | Aldonsa de Ayala                |  |  |       |  |  |                                            |  |  |                                         |  |
| Aldonza Enríquez y Quiñones                 |                  | Juana de Mendoza y Ayala          |                                 |  |  |       |  |  |                                            |  |  |                                         |  |
|                                             |                  | Diego Fernández de Quiñones I     | Diego Fernández de Vigil        |  |  |       |  |  |                                            |  |  |                                         |  |
|                                             |                  | Diego Fernández de Quiñones I     | Diego Fernández de Vigil        |  |  |       |  |  |                                            |  |  |                                         |  |
|                                             |                  | Diego Fernández de Quiñones I     | Leonor Suárez de Quiñones       |  |  |       |  |  |                                            |  |  |                                         |  |
| Teresa Fernández de Quiñones                |                  | Diego Fernández de Quiñones I     |                                 |  |  |       |  |  |                                            |  |  |                                         |  |
|                                             |                  | Mariana de Ayala Córdoba y Toledo | Diego Fernández de Córdoba      |  |  |       |  |  |                                            |  |  |                                         |  |
|                                             |                  | Mariana de Ayala Córdoba y Toledo | Diego Fernández de Córdoba      |  |  |       |  |  |                                            |  |  |                                         |  |
|                                             |                  | Mariana de Ayala Córdoba y Toledo | Ines de Toledo de Ayala         |  |  |       |  |  |                                            |  |  |                                         |  |
|                                             |                  | Mariana de Ayala Córdoba y Toledo |                                 |  |  |       |  |  |                                            |  |  |                                         |  |